# Hemiseptella labiata
Hemiseptella labiata är en mossdjursart som först beskrevs av Busk 1884.  Hemiseptella labiata ingår i släktet Hemiseptella och familjen Calloporidae. Inga underarter finns listade i Catalogue of Life.